# 竹村町 (横浜市)
竹村町（たけむらちょう）は、神奈川県横浜市瀬谷区の町名。住居表示は未施行で、丁目は設けられていない。面積は0.193km²。

## 地理
瀬谷区の北西部に位置し、北は上瀬谷町、東は瀬谷町、南は中屋敷に接する。西は大和市との市境となる境川に面し、対岸は大和市深見となるが、町域に掛かる位置に橋は架かっていない。南北に神奈川県道401号瀬谷柏尾線が通り、相鉄本線瀬谷駅への神奈川中央交通バスが運行されている。町内には浄土宗善昌寺と、南西部に神奈川県立瀬谷支援学校がある。

## 歴史
1977年（昭和52年）3月28日に、町界町名整理事業に伴い瀬谷町から分離・新設された。1980年（昭和55年）3月31日にも町界町名整理事業に伴い、瀬谷町の一部を編入している。明治初期に中村、下村、竹之内の字があり、この三つを合わせて「竹村」と通称されていた。町名は住民の要望により、この通称から採られた。

## 世帯数と人口
2025年（令和7年）6月30日現在（横浜市発表）の世帯数と人口は以下の通りである。
| 町丁   | 世帯数  | 人口    |
| ------ | ------- | ------- |
| 竹村町 | 501世帯 | 1,072人 |

### 人口の変遷
国勢調査による人口の推移。
| 年                 | 人口  |
| ------------------ | ----- |
| 1995年（平成7年）  | 999   |
| 2000年（平成12年） | 1,014 |
| 2005年（平成17年） | 962   |
| 2010年（平成22年） | 945   |
| 2015年（平成27年） | 1,069 |
| 2020年（令和2年）  | 1,089 |

### 世帯数の変遷
国勢調査による世帯数の推移。
| 年                 | 世帯数 |
| ------------------ | ------ |
| 1995年（平成7年）  | 315    |
| 2000年（平成12年） | 356    |
| 2005年（平成17年） | 354    |
| 2010年（平成22年） | 349    |
| 2015年（平成27年） | 411    |
| 2020年（令和2年）  | 443    |

## 学区
市立小・中学校に通う場合、学区は以下の通りとなる（2024年11月時点）。
| 番・番地等 | 小学校               | 中学校             |
| ---------- | -------------------- | ------------------ |
| 全域       | 横浜市立上瀬谷小学校 | 横浜市立瀬谷中学校 |

## 事業所
2021年（令和3年）現在の経済センサス調査による事業所数と従業員数は以下の通りである。
| 町丁   | 事業所数 | 従業員数 |
| ------ | -------- | -------- |
| 竹村町 | 38事業所 | 376人    |

### 事業者数の変遷
経済センサスによる事業所数の推移。
| 年                 | 事業者数 |
| ------------------ | -------- |
| 2016年（平成28年） | 34       |
| 2021年（令和3年）  | 38       |

### 従業員数の変遷
経済センサスによる従業員数の推移。
| 年                 | 従業員数 |
| ------------------ | -------- |
| 2016年（平成28年） | 183      |
| 2021年（令和3年）  | 376      |

## 施設
- 神奈川県立瀬谷支援学校[20]
- 善昌寺
- 白山神社

## その他

### 日本郵便
- 郵便番号 : 246-0005[3]（集配局：瀬谷郵便局[21]）。

### 警察
町内の警察の管轄区域は以下の通りである。
| 番・番地・地域等 | 警察署     | 交番・駐在所 |
| ---------------- | ---------- | ------------ |
| 全域             | 瀬谷警察署 | 竹村町駐在所 |